# Уилер, Уильям Гордон
Уильям Гордон Уилер(англ. Wiliam Gordon Wheeler; 5 мая 1910 — 20 февраля 1998) — английский прелат Римско-католической церкви, 7-й Епископ Лидса.

## Ранние годы
Уилер родился в англиканской семье. В детстве глубоко проникся традициями англо-католицизма, практикующегося в приходской церкви городка Уорсли, в пригороде Манчестера. Закончил элитную школу для мальчиков и Университетский Колледж Оксфорда, в 1932 году поступил в Англиканский Теологический Колледж Университета Оксфорда. В 1934 году (24 года) рукоположён в сан, как англиканский священник.
Служил кюре в церкви Святого Бартоломью Брайтоне, храме во имя Богородицы и Всех Святых в Честерфилде и ассистентом капеллана в частной школе в Суссексе. В этот период он все более приближается к католицизму. В сентябре 1936 год (26 лет) окончательно переходит в католическую церковь в бенедиктинском монастыре. После чего едет в Рим, где поступает в Католический Колледж Беда с стипендией от архиепархии Вестминстера. 13 марта 1940 года (30 лет) рукоположён в священники.
Служил ассистентом кюре в церкви Святого Эдмунда в пригороде Лондона, затем священником в Вестминстерском соборе в центре Лондона. В 1954 его назначают капелланом католических студентов Университета Лондона, а в 1954 году администратором Вестминстерского собора. В этой должности он проработал следующие 10 лет, и проявил себя, как талантливый администратор, облагородивший собор. Среди прочего, он инициировал добавление элементов декора, которые существовали в первоначальном проекте собора, но не были завершены.

## Церковная карьера

### Титулярный епископ
В 1964 году (54 года) назначен Титулярным епископом Theudalis и епископом-коадъютором Мидлсборо. Церемонию его посвящения в епископы 19 марта 1964 вел папский нунций в Великобритании архиепископ Иджино Кардинале (англ. Archbishop Igino Eugenio Cardinale), епископ Мидлсборо Джордж Брюннер и вспомогательный епископ Вестминстера Джордж Кравен (англ. George Laurence Craven). В качестве мото Уилер взял «Veritas et Caritas», что значит «Истина и Любовь».
В должности епископа Уилер смог присутствовать на последних заседаниях Второго Ватиканского собора.

### Епископ Лидса
Уилер предполагал, что сменит на посту епископа Мидлсборо Джорджа Брюннера, поэтому полной неожиданностью для всего стало его назначение 7-м епископом Лидса 25 апреля 1966 года. Он официально занял должность 27 июня 1966 года (56 лет), сменив на этом посту Джорджа Дуайера, которого перевели на должность Архиепископа Бирмингема. Уилер занял пост епископа Лидса через несколько месяцев после окончания Второго Ватиканского собора и принялся с энтузиазмом внедрять в жизнь новые постановления.
Уже в 1967 году Уилер открыл первый экуменистический центр.
Джордж Брюннер. Он был настолько привержен решениям Второго Ватиканского собора, что сам активно содействовал основанию Епархии Халлама в 1980 году, выделив для неё 50 приходов из епархии Лидса. На соборе было оговорено, что епархия должна быть такого размера, чтобы она могла эффективно управляться одним епископом. Несомненно, решение о переводе десятков приходов из старейшей епархии Англии, не далось Уилеру легко.
В 1985 году, по достижении обязательного пенсионного возраста 75 лет, Уилер ушёл в отставку, но продолжал активно участвовать в жизни епархии в качестве епископа-эмерита.

## Кончина
Уилер скончался 20 февраля 1998 года в Лидсе. Похоронен в церкви Святого Эдварда в городе Клиффорде графства Уэст-Йоркшир.

## Интересные факты
- после встречи с основателем Опус Деи Монсеньором Эскрива, сказал: «полагаю, я встретил святого»[2]. Действительно, 6 октября 2002 года папа Иоанн Павел II причислил его к лику святых.
- Уилер — автор ряда книг, среди них «Святой Уильям Йоркский» (Saint William of York), 1976 (ISBN 0-85183-168-0, ISBN 978-0-85183-168-8) и «В Истине и Любви» (In Truth and Love), 1990.